# An Odd Entrances
Albums de Thee Oh Sees
A Weird Exits
(2016)
An Odd Entrances est le dix-huitième album studio du groupe californien de garage rock psychédélique Thee Oh Sees. Il est publié le 16 novembre 2016 sur le label indépendant Castle Face Records. L'enregistrement de l'album a eu lieu  lors des mêmes sessions que l'album précédent, A Weird Exits, sorti trois mois auparavant et avec lequel il forme un diptyque,.
Cet album est le dernier auquel participe le batteur Ryan Moutinho qui quitte le groupe deux jours avant la sortie de An Odd Entrances.

## Liste des titres
| An Odd Entrances | An Odd Entrances          | An Odd Entrances | An Odd Entrances | An Odd Entrances | An Odd Entrances | An Odd Entrances | An Odd Entrances | An Odd Entrances | An Odd Entrances |
| No               | Titre                     | Durée            |                  |                  |                  |                  |                  |                  |                  |
| ---------------- | ------------------------- | ---------------- | ---------------- | ---------------- | ---------------- | ---------------- | ---------------- | ---------------- | ---------------- |
| 1.               | You Will Find It Here     | 5:58             |                  |                  |                  |                  |                  |                  |                  |
| 2.               | The Poem                  | 3:20             |                  |                  |                  |                  |                  |                  |                  |
| 3.               | Jammed Exit               | 6:34             |                  |                  |                  |                  |                  |                  |                  |
| 4.               | At the End, On the Stairs | 2:45             |                  |                  |                  |                  |                  |                  |                  |
| 5.               | Unwrap the Fiend Pt. 1    | 3:04             |                  |                  |                  |                  |                  |                  |                  |
| 6.               | Nervous Tech (Nah John)   | 8:01             |                  |                  |                  |                  |                  |                  |                  |
| 29:42            |                           |                  |                  |                  |                  |                  |                  |                  |                  |

## Crédits
Thee Oh Sees
- John Dwyer – guitare, voix, clavier, flûte, percussions
- Tim Hellman – basse
- Dan Rincon – batterie, conga
- Ryan Moutinho – batterie

Musiciens additionnels
- Brigid Dawson – voix
- Greer McGettrick – violoncelle
- Chris Woodhouse – clavier, guitare, percussions

## Accueil critique
Avec un score de 70% sur l’agrégateur de critiques Metacritic, An Odd Entrances a été plutôt bien reçu par les spécialistes. Evan Rytlewski qui écrit pour le site web Pitchfork trouve l'album plus « sage » que A Weird Exits avec lequel il forme une paire. Trois titres sur six étant instrumentaux, Rytlewski les compare à du krautrock auquel on aurait ajouté « une flûte rebelle ». Nina Corcoran, de Consequence of Sound, apprécie un retour vers l'identité musicale du groupe du début des années 2000 ; le guitariste et chanteur John Dwyer n'hésite pas à jouer plus lentement, « à étirer ses doigts plutôt que de marteler les cordes à répétition », et à s'inspirer de compositions de Miles Davis. Plus calme que son prédécesseur, cet album prouve que « Thee Oh Sees gère le pouls de l'auditeur avec une indifférence idiote et un total contrôle en même temps ». C'est cette fausse simplicité, la nonchalance de Dwyer et les ruptures de rythme qui ressortent également dans une critique pour The Line of Best Fit : il s'agit pour l'auteur du « huitième album nonchalamment brillant de rang » de Thee Oh Sees.  Le site québécois Lecanalauditif reconnaît que l'album est « moins enthousiasmant » que A Weird Exits malgré la présence de deux titres s'élevant au-dessus des autres : You Will Find It Here et The Poem. Le krautrock est à nouveau mentionné comme une influence possible, moins présente quand dans l'album précédent cependant. Tim Sendra, de AllMusic, affirme que cet album composé de « restes » est « aussi bon que les meilleurs albums des contemporains » de Thee Oh Sees